# اچ‌ام‌اس تاندرر (۱۸۷۲)
اچ‌ام‌اس تاندرر (۱۸۷۲) (به انگلیسی: HMS Thunderer (1872)) یک کشتی است که طول آن ۲۸۵ فوت (۸۷ متر) می‌باشد. این کشتی در سال ۱۸۷۲ ساخته شد.